# Omobranchus mekranensis
Omobranchus mekranensis är en fiskart som först beskrevs av Regan, 1905.  Omobranchus mekranensis ingår i släktet Omobranchus och familjen Blenniidae. Inga underarter finns listade i Catalogue of Life.